# Fauriella petelotii
Fauriella petelotii là một loài rêu trong họ Theliaceae. Loài này được Tixier mô tả khoa học đầu tiên năm 1966.